# Ыласынташ
Ыласынташ (баш. Ыласынташ, буквально «соколиная (Ыласын) гора (таш)»), на картах Илинсынташ — гора (скала) в Ишимбайском районе Башкортостана Российской Федерации, к северу от деревни Саргаево.
Восточный склон Ыласынташа уходит в речную долину Ряузяка.
Вверх по течению реки, к северу склону горы есть пещера Таш-Ой (на картах — Ташый) — памятник природы.